# Kandersteg
Kandersteg je obec v okrese Frutigen-Niedersimmental v kantonu Bern ve Švýcarsku. Žije zde přibližně 1 300 obyvatel.

## Geografie
Obec Kandersteg se nachází na konci údolí Kandertal v nadmořské výšce 1174 metrů. Na rozloze přes 134 km² žije přibližně 1 300 obyvatel, což z Kanderstegu činí čtvrtou největší obec v kantonu Bern podle rozlohy a jednu z největších ve Švýcarsku. Vzhledem k vysokohorské poloze je však ekonomicky využitelných jen asi 30 % plochy. Nejvyšším bodem je vrchol Balmhorn (3698 m n. m.), nejnižším bodem Bühl ve výšce 1150 m n. m.

## Historie

Letecký snímek z počátku 20. století

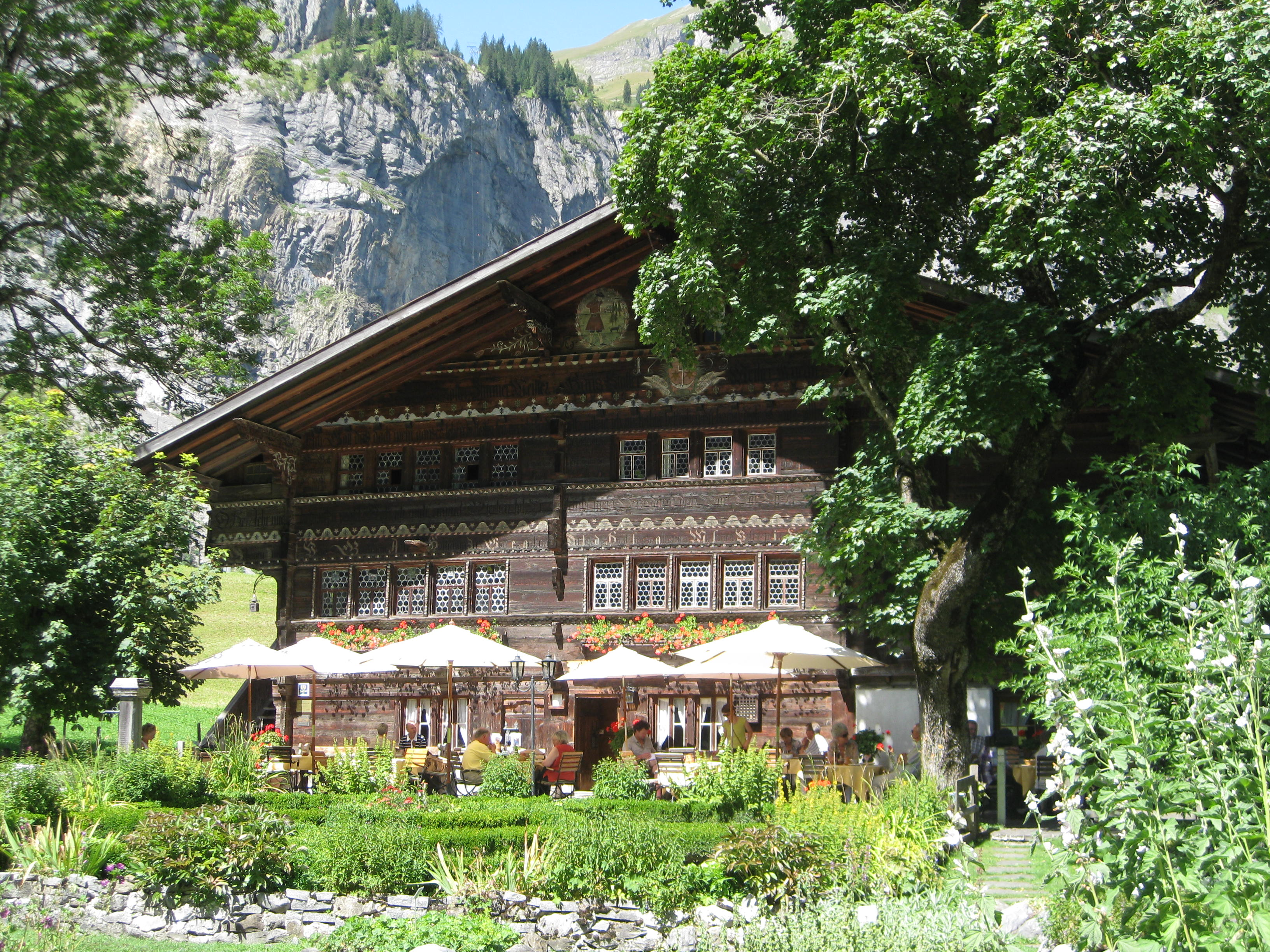
Ruedi-Haus

Název místa pochází od starého přechodu přes Kander, který vedl do průsmyků Gemmipass a Lötschenpass. Tyto průsmyky umožňovaly již Římanům přechod Alp z Valais do pohoří Berner Oberland. Nejstarší dochovaná zmínka o Kanderstegu pochází z roku 1374 jako o noční zastávce na obchodní cestě s kořením, která vedla z Itálie přes průsmyk Lötschenpass. O obchodu přes Gemmipass svědčí také celnice ve Schwarenbachu.
První vesnický kostel se začal stavět v roce 1511. Nejznámějším domem v Kandertalu je bohatě zdobený dům Ruedi, postavený v roce 1753 pro starostu Petera Germanna.
Kandersteg patřil do roku 1850 k obci Frutigen a poté vytvořil s Kandergrundem obec Kandergrund. V roce 1908 se Kandersteg stal samostatnou obcí. Původní obec Kandergrund o celkové rozloze 16 665 ha byla rozdělena: 3 207 ha připadlo Kandergrundu a 13 458 ha Kanderstegu.
Výstavbou Lötschberského tunelu v letech 1906 až 1913 vzniklo důležité severojižní spojení a vytvořil se základ pro dosud hojně využívaný systém vlaků přepravujících automobily po Lötschberské dráze. Napojení na železniční síť podpořilo cestovní ruch; v tomto období vzniklo mnoho dnešních hotelů a penzionů. Již před první světovou válkou měl Kandersteg 30 hotelů a penzionů s celkem více než 1300 lůžky.
V roce 1923 založilo Světové skautské sdružení WOSM skautské středisko v Kanderstegu, jedno z prvních stálých mezinárodních míst setkávání skautů. Dnes se v areálu střediska každoročně setkává kolem 10 000 skautů.
Katolický kostel Panny Marie byl vysvěcen v roce 1927.
V 80. letech 20. století byl na území obce Kandersteg vybudován švýcarský vládní bunkr, nazývaný Führungsanlage K20 (Kaverne 20).
V roce 1991 byl v Kanderstegu založen théravádový buddhistický klášter Dhammapala.

## Obyvatelstvo
| Rok            | 1764 | 1799 | 1818 | 1880 | 1900 | 1920 | 1940 | 1950 | 1970 | 1980 | 1990 | 2000 | 2010 | 2015 |
| Počet obyvatel | 197  | 244  | 206  | 406  | 445  | 777  | 835  | 913  | 957  | 959  | 1062 | 1131 | 1273 | 1328 |

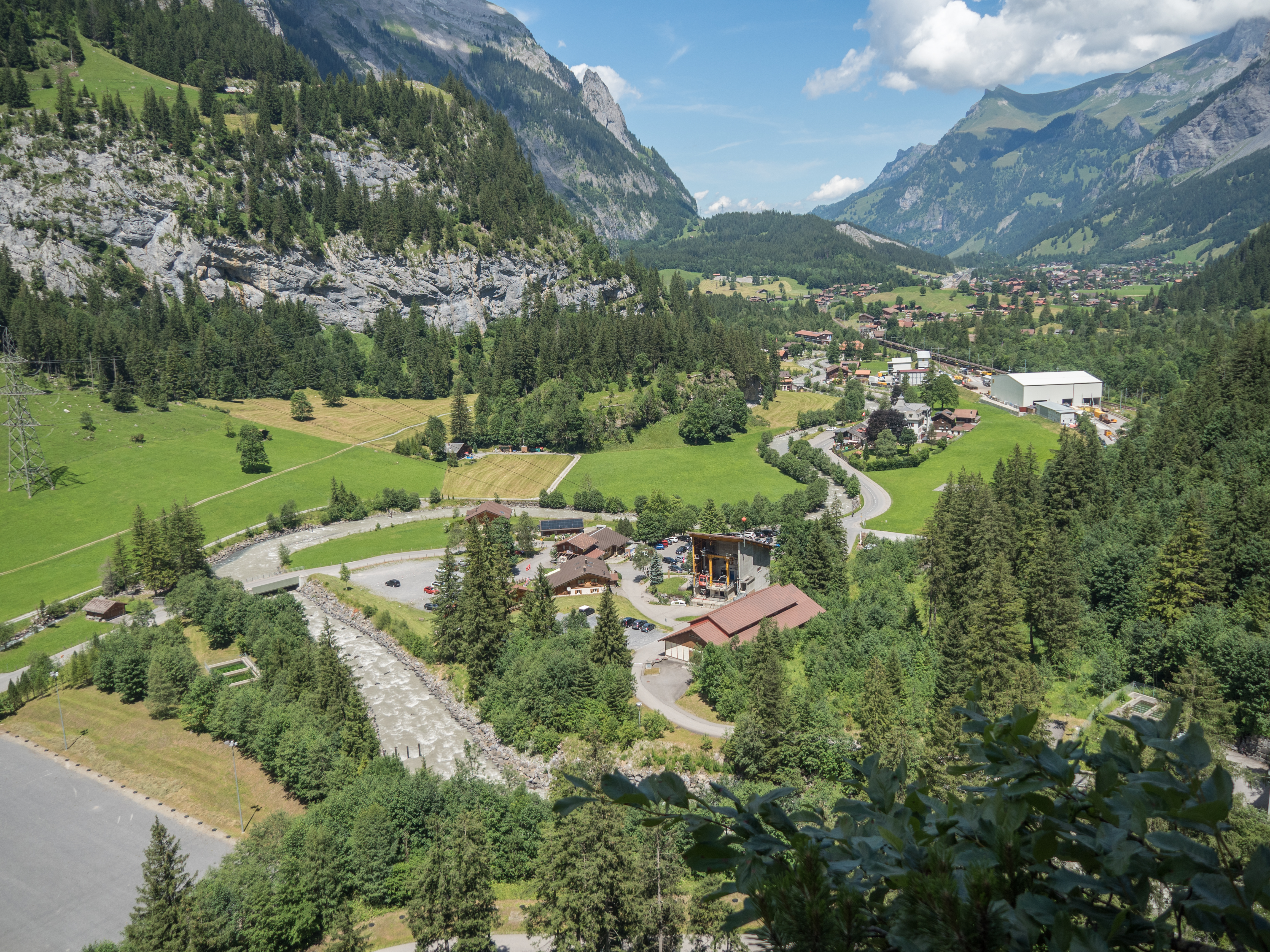
Pohled směrem do údolí Kandertal

Úředním jazykem je němčina, mluveným pak alemanský dialekt Chanderstägertütsch, zvláštní dialekt Berner Oberlandu s odkazy na dialekty ze sousedního kantonu Valais.

## Hospodářství
Kandersteg je z hospodářského hlediska celoročně charakteristický turistickým ruchem. Kromě toho zde působí zemědělské a stavební podniky a také železnice Lötschbergbahn. V následujících odvětvích jsou zaměstnáni obyvatelé: zemědělství a lesnictví (5 %), řemesla a stavebnictví (21 %) a obchod, hotely a restaurace, služby (74 %).

## Turismus

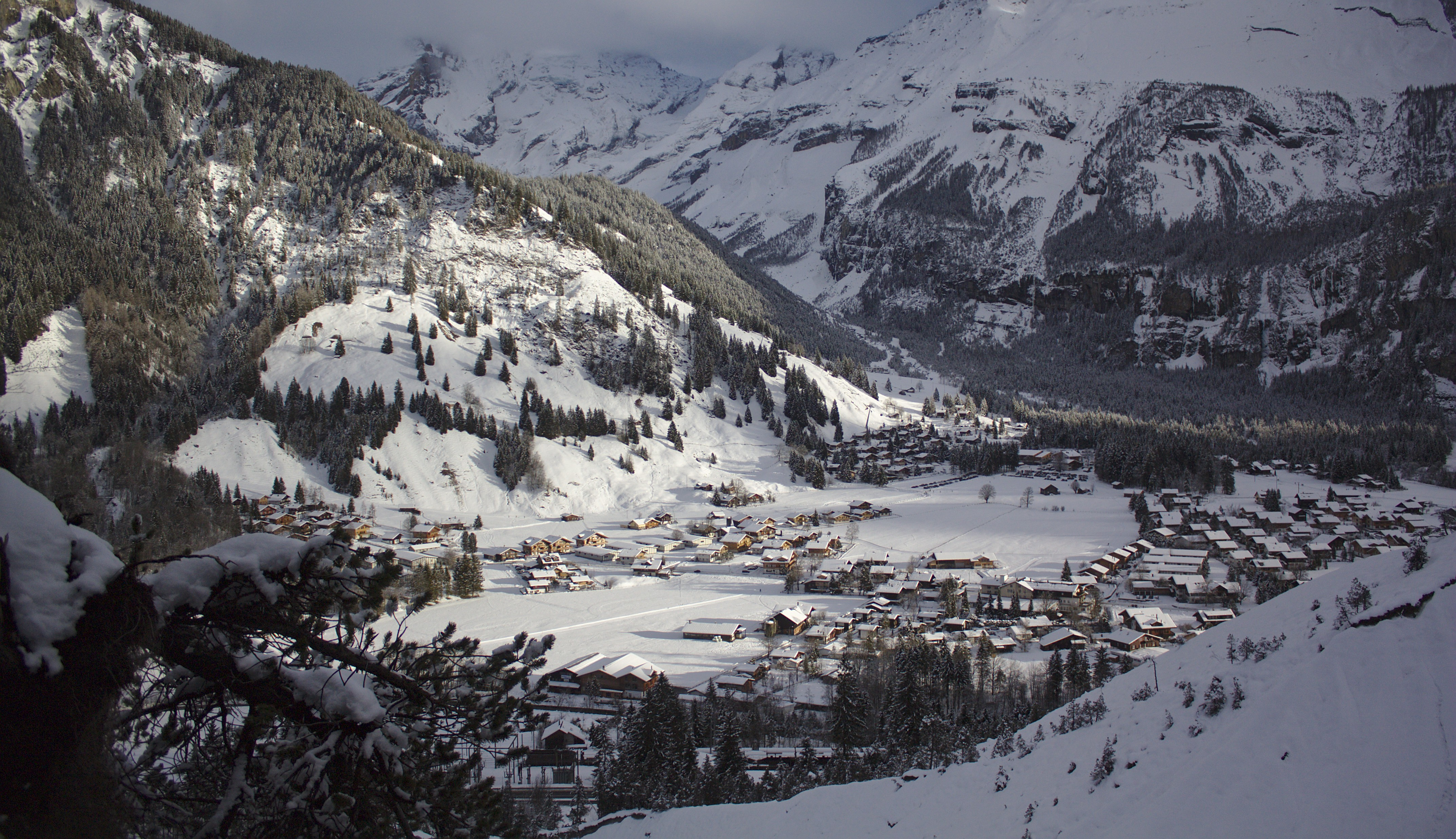
Kandersteg v zimě

Turistický ruch v Kanderstegu je dnes zaměřen zejména na rodiny. Kandersteg má 19 hotelů s přibližně 1000 lůžky a 800 rekreačních bytů s 2000 lůžky, kemp a 22 restaurací. Ještě v roce 1850 stačil hotel s 5 lůžky jako tranzitní ubytování pro obchodníky, kteří přiváželi své zboží přes průsmyk Gemmipass. Jedním z nejstarších hotelů v obci je hotel Ritter, postavený v roce 1798, který je dnes provozován společně s hotelem Victoria z období Belle Époque.
V létě je v provozu několik lanovek. Hostům i místním obyvatelům jsou k dispozici četné možnosti pěší turistiky od pohodlných turistických stezek až po vysokohorské via ferraty. Volnočasové aktivity doplňují četné trasy pro horská kola. Samotná obec nabízí vyhřívaný bazén, tenisové kurty, wellness zařízení a horolezeckou stěnu.
V zimě nabízí lyžařská oblast Kandersteg šest přepravních zařízení (na Oeschinen a Sunnbühl) a 100 km běžeckých tratí.
Nejoblíbenějšími výletními cíli jsou jezero Oeschinensee, Sunnbühl (průsmyk Gemmipass), Gasterntal (ledovec Kandergletscher), Allmenalp, Ueschinen a jezero Blausee (rybí farma na území obce Kandergrund).
Kandersteg je součástí rozšířeného světového přírodního dědictví UNESCO Švýcarské Alpy Jungfrau-Aletsch.

## Doprava

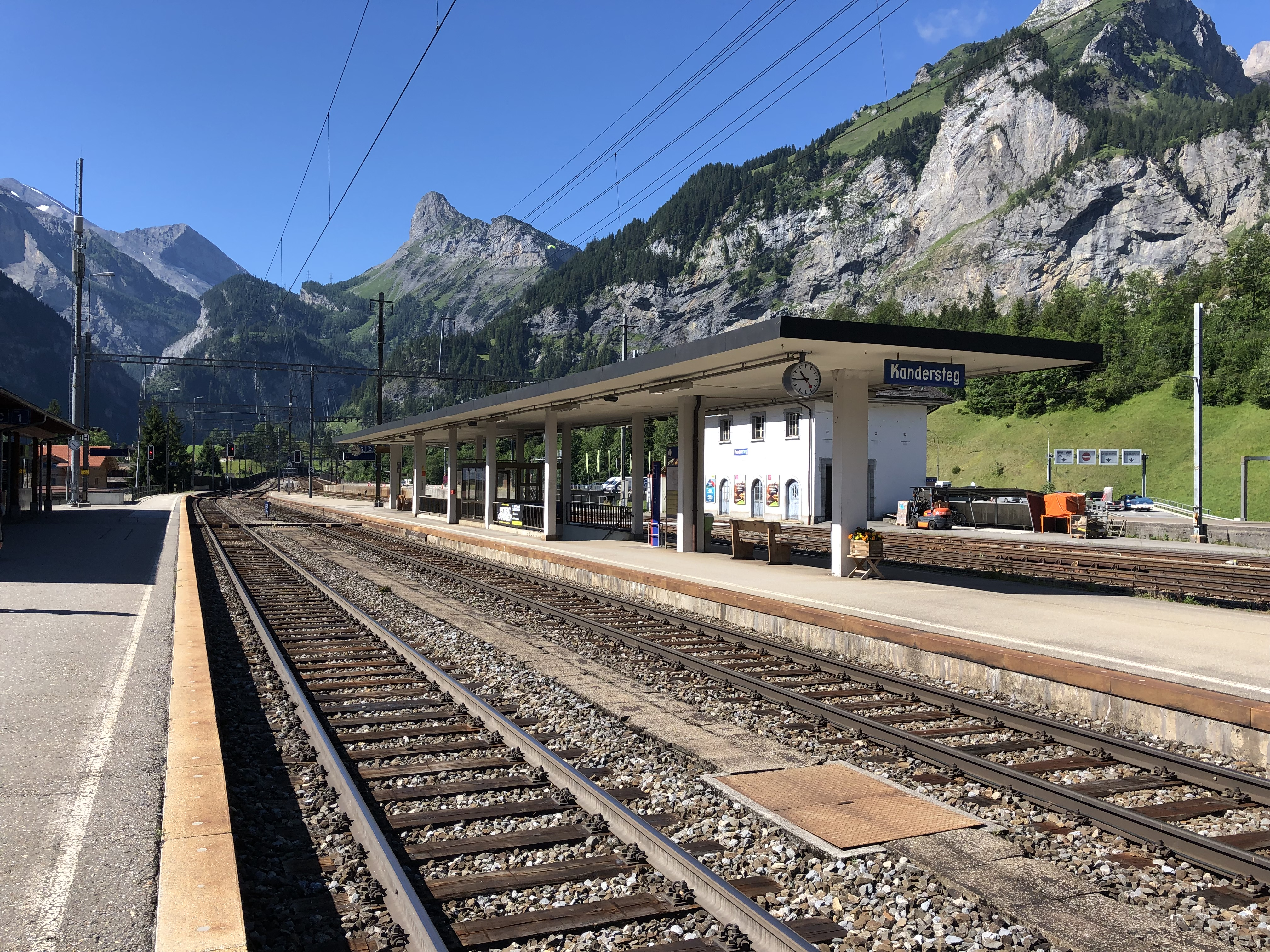
Železniční stanice Kandersteg

Po silnici se lze dostat ze Spiezu (dálnice A6 z Bernu) přes Frutigen do Kanderstegu. Odtud je spojení automobilovou dopravou do Goppensteinu v kantonu Valais a během prázdnin až do Iselle v Itálii.
Železniční spojení do Bernu a Brigu zajišťuje Lötschberská dráha, provozovaná společností BLS AG.
Kandersteg má místní autobusové spojení a autobusové spojení do Frutigenu.